# Polysyncraton pseudorugosum
Polysyncraton pseudorugosum is een zakpijpensoort uit de familie van de Didemnidae. De wetenschappelijke naam van de soort is voor het eerst geldig gepubliceerd in 1993 door Monniot.